# Marathon van Genève

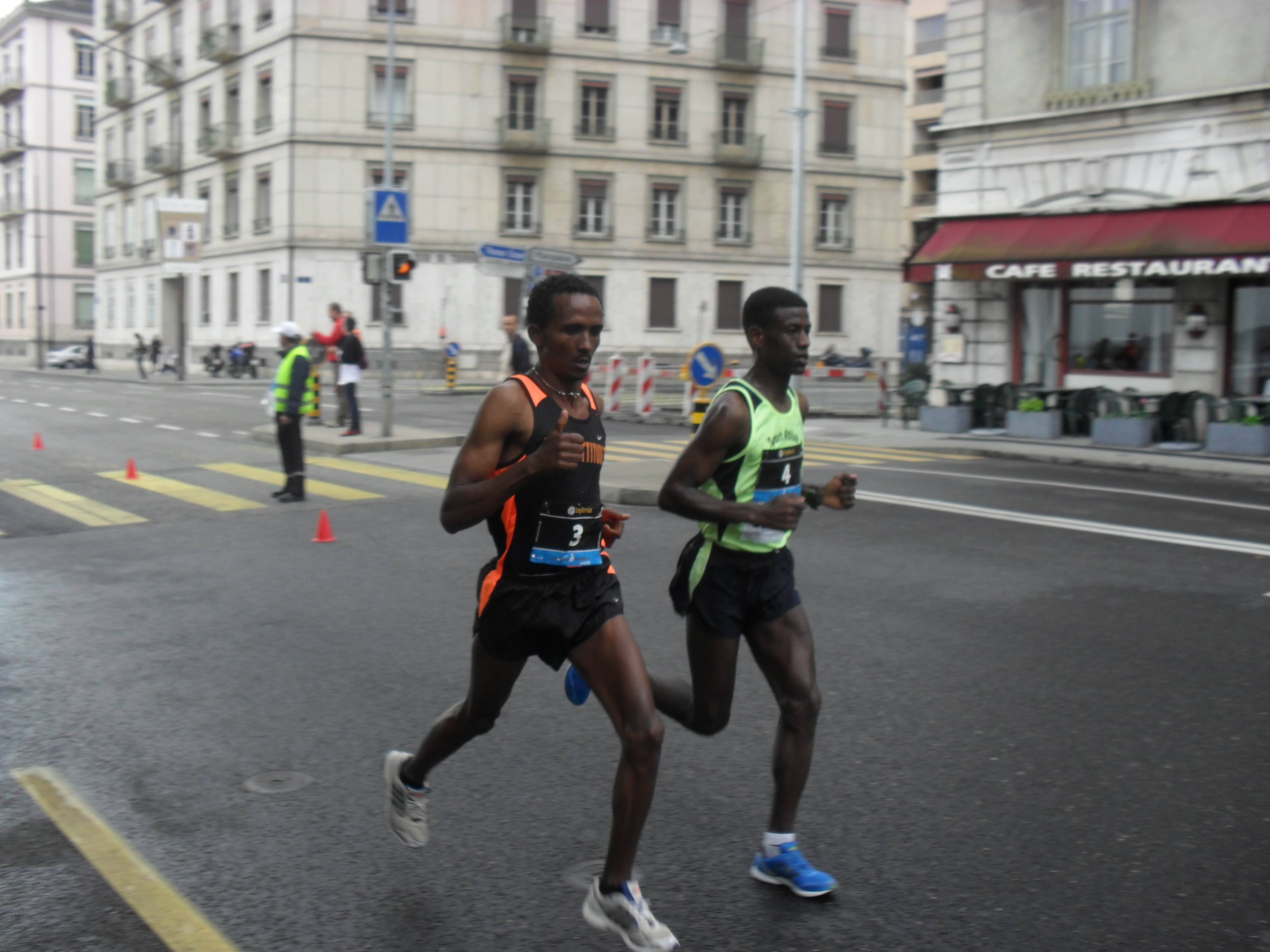
Wedstrijd in 2010

De marathon van Genève is een hardloopwedstrijd over 42,195 km die sinds 2005 in Genève wordt gehouden.

## Parcoursrecords
- Mannen: 2:11.00 - Simon Kamama Mukun  Kenia (2014)
- Vrouwen: 2:32.54 - Milka Jerotich  Kenia (2014)

## Uitslagen
Marathon
| Editie | Jaar              | Snelste man        | Land        | Tijd      | Snelste vrouw         | Land        | Tijd      |
| ------ | ----------------- | ------------------ | ----------- | --------- | --------------------- | ----------- | --------- |
| 12     | 8 mei 2016        | Julius Chepkwony   | Kenia       | 2:11.10   | Jane Kiptoo           | Kenia       | 2:35.03   |
| 11     | 3 mei 2015        | Peter Kiplagat     | Kenia       | 2:11.18   | Jane Kiptoo           | Kenia       | 2:35.44   |
| 10     | 4 mei 2014        | Simon Kamama Mukun | Kenia       | 2:11.00   | Milka Jerotich        | Kenia       | 2:32.34   |
| 9      | 5 mei 2013        | Maksim Pankratau   | Wit-Rusland | 2:15.41,7 | Belaynesh Gida Bekele | Ethiopië    | 2:45.44,2 |
| 8      | 6 mei 2012        | Tewodros Zewdu     | Ethiopië    | 2:19.25,5 | Joelia Vinokoerova    | Rusland     | 2:44.29,2 |
| 7      | 15 mei 2011       | Begashaw Hailu     | Ethiopië    | 2:17.45,7 | Prevel Pascale        | Frankrijk   | 3:07.49,5 |
| 6      | 9 mei 2010        | Temerate Teshomi   | Ethiopië    | 2:20.30,2 | Laura Hrebec          | Zwitserland | 2:44.32,3 |
| 5      | 11 mei 2009       | Germa Tsige        | Ethiopië    | 2:19.49,9 | Reulen Stijntje       | Zwitserland | 2:52.47,0 |
| 4      | 29 september 2008 | Tesfaye Eticha     | Ethiopië    | 2:14.23,1 | Addis Gezahegne       | Ethiopië    | 2:46.57,7 |
| 3      | 6 mei 2007        | Tesfaye Eticha     | Ethiopië    | 2:18.36,5 | Elfenesh Melaku       | Ethiopië    | 2:43.57,2 |
| 2      | 7 mei 2006        | Tesfaye Eticha     | Ethiopië    | 2:15.31,0 | Joanna Chmiel         | Polen       | 2:45.07,4 |
| 1      | 8 mei 2005        | Tesfaye Eticha     | Ethiopië    | 2:15.29,3 | Chawla Kenina         | Ethiopië    | 2:43.53,0 |

Halve marathon
| Editie | Jaar              | Snelste man             | Land        | Tijd      | Snelste vrouw     | Land        | Tijd      |
| ------ | ----------------- | ----------------------- | ----------- | --------- | ----------------- | ----------- | --------- |
| 11     | 3 mei 2015        | Julien Lyon             | Zwitserland | 1:05.45   | Helen Bekele      | Ethiopië    | 1:13.23   |
| 10     | 4 mei 2014        | Adil Bouafif            | Zweden      | 1:05.07   | Aline Camboulives | Frankrijk   | 1:16.00   |
| 9      | 5 mei 2013        | Tadesse Abraham         | Eritrea     | 1:03.55,0 | Aline Camboulives | Frankrijk   | 1:16.06,5 |
| 8      | 6 mei 2012        | Mehdi ben Habib Khelifi | Italië      | 1:07.40,0 | Aline Camboulives | Frankrijk   | 1:15.49,0 |
| 7      | 15 mei 2011       | Tesfaye Eticha          | Ethiopië    | 1:04.38,2 | Tenke Zoltani     | Zwitserland | 1:20.25,4 |
| 6      | 9 mei 2010        | Terefe Seifu            | Ethiopië    | 1:07.10,2 | Corinne Zeller    | Zwitserland | 1:19.56,8 |
| 5      | 11 mei 2009       | Tesfaye Eticha          | Ethiopië    | 1:04.29,8 | Askale Marachi    | Ethiopië    | 1:15.57,6 |
| 4      | 29 september 2008 | Wissem Hosni            | Tunesië     | 1:08.31,7 | Anna Kowalenko    | Oekraïne    | 1:19.57,2 |
| 3      | 6 mei 2007        | Bouchaib Larhalmi       | Marokko     | 1:06.58,7 | Astrid Schaffner  | Zwitserland | 1:25.41,1 |
| 2      | 7 mei 2006        | Tadesse Abraham         | Eritrea     | 1:07.24,8 | Corinne Roy       | Frankrijk   | 1:21.40,8 |
| 1      | 8 mei 2005        | Jürg Stalder            | Zwitserland | 1:06.35,3 | Astrid Schaffner  | Zwitserland | 1:19.04,0 |

## Deelnemersstatistieken

### Finishers
| Jaar | Marathon | waarvan vrouwen | Halve marathon | waarvan vrouwen |
| ---- | -------- | --------------- | -------------- | --------------- |
| 2015 | 1523     | 318             | 4707           | 1590            |
| 2014 | 1504     | 289             | 4523           | 1464            |
| 2013 | 1118     | 187             | 3905           | 1268            |
| 2012 | 0902     | 157             | 3404           | 1021            |
| 2011 | 0833     | 111             | 2966           | 0926            |
| 2010 | 0463     | 059             | 2059           | 0542            |
| 2009 | 0749     | 096             | 2240           | 0626            |
| 2008 | 0605     | 086             | 2034           | 0577            |
| 2007 | 0876     | 134             | 2407           | 0742            |
| 2006 | 1065     | 156             | 1991           | 0626            |
| 2005 | 1381     | 232             | 1515           | 0458            |